# Treeing Walker Coonhound
Der Treeing Walker Coonhound ist eine nicht von der FCI anerkannte Hunderasse aus den USA, die zu den Coonhounds gezählt wird. Die Rasse wird von AKC und UKC anerkannt und von beiden Clubs in der Hound Group geführt.
Der Treeing Walker Coonhound, ein Abkömmling des English Foxhound, den Thomas Walker 1742 nach Virginia einführte, wurde als eigenständige Rasse erst 1945 anerkannt. Er hat das Erscheinungsbild des Stammvaters Bloodhound behalten. Er ist ein mittelgroßer bis großer (bis 69 cm, 32 kg) Hund für die Waschbärenjagd. Als Erbe vom Bloodhound sind seine Ohren groß, hängend und lappig. Das Fell ist kurz, glatt, dicht, zwei- und dreifarbig. Der Hund wird als Jagdhund auf Waschbären (raccoons) und Opossums eingesetzt.